# خفاش دم‌موشی مسقطی
خفاش دم‌موشی مسقطی یا خفاش دم‌موشی ریزجثه (نام علمی: Rhinopoma muscatellum) گونه‌ای خفاش است که در بخش‌های جنوبی ایران در استان‌های هرمزگان، بوشهر، خوزستان، و سیستان و بلوچستان، همچنین کشورهای عمان، امارات متحده و بخش‌های محدودی از افغانستان، پاکستان، و هند زندگی می‌کند.
طول بدن این پستاندار در بخش سر و تنه میان ۴۵ تا ۶۰ میلی‌متر است و دم آن بین ۴۶ تا ۵۱ میلی‌متر می‌باشد.